# Moin
Moin je u nordijskoj mitologiji jedan od zmajeva koji jedu stablo svjetova Ygddrasil. 